# David d’Angers
David d’Angers (ur. 12 marca 1788 w Angers, zm. 5 stycznia 1856 w Paryżu) – francuski rzeźbiarz, który przywrócił dziewiętnastowiecznej Francji renesansową tradycję rzeźby odlewanej z metalu. 
Autor pomników ważnych postaci narodowych (niekiedy przedstawianych jako akty), popiersi, płaskorzeźb i medalionów. W rysach twarzy portretowanej postaci odtwarzał jej życiowe doświadczenie i cechy charakteru.

## Życiorys
Wywodził się z ubogiej rodziny. Jako młodzieniec zdecydował się na naukę rzeźby w Paryżu, do czego zniechęcał go ojciec. Przybył do tego miasta w wieku dwudziestu lat i podjął studia w Szkole Sztuk Pięknych u Philippe-Laurenta Rolandsa. Doskonalił tam swój neoklasycystyczny styl, poprzedzający okres romantyczny, który nastąpił w późniejszej działalności artystycznej. W 1815 wykonał model swego pierwszego medalionu przedstawiającego kompozytora operowego, Ferdinanda Hérolda. Potem prowadził badania nad starożytnymi zabytkami w Rzymie, gdzie zapoznał się z twórczością neoklasycystycznego rzeźbiarza, Antonio Canovy. Po pięciu latach powrócił do Paryża w okresie Restauracji Burbonów. Republikańskie poglądy sprawiły, że nie mógł strawić monarchistycznych nastrojów we Francji, wskutek czego wyjechał do Londynu.
Po ponownym powrocie do stolicy Francji przez długie lata tworzył wiele realistycznych medalionów i popiersi. Były wśród nich wizerunki Victora Hugo, Thomasa Jeffersona i lorda George’a Byrona. Do jego najsłynniejszych dzieł należą: płaskorzeźba na frontonie paryskiego Panteonu - Ojczyzna i wolność obdarowywują bohaterów (1837), pomnik generała Jacques’a Goberta na paryskim cmentarzu Père Lachaise oraz marmurowa rzeźba Ranny Filopojmen (1837) w Luwrze. Dorobek artystycznej spuścizny d’Angersa obejmuje ponad 50 całopostaciowych pomników, 150 popiersi i 500 medalionów.

## Główne dzieła
- Pierre François, hrabia de Réal (lata 20. XIX w., zbiory prywatne)
- Popiersie Rossiniego (1831, Cleveland Museum of Art, Cleveland, USA)
- Medalion portretowy Pigault Lebrun (1831, Cleveland Museum of Art, Cleveland, USA)
- Thomas Jefferson (1832, National Gallery of Art, Waszyngton, USA)
- Ranny Filopojmen (1837, Luwr, Paryż, Francja)
- Ojczyzna i wolność obdarowywują bohaterów (1837, Panteon, Paryż,Francja)
- Pomnik generała Jacques’a Goberta (data nieznana, cmentarz Père Lachaise, Paryż, Francja)